# Bettina Hartz

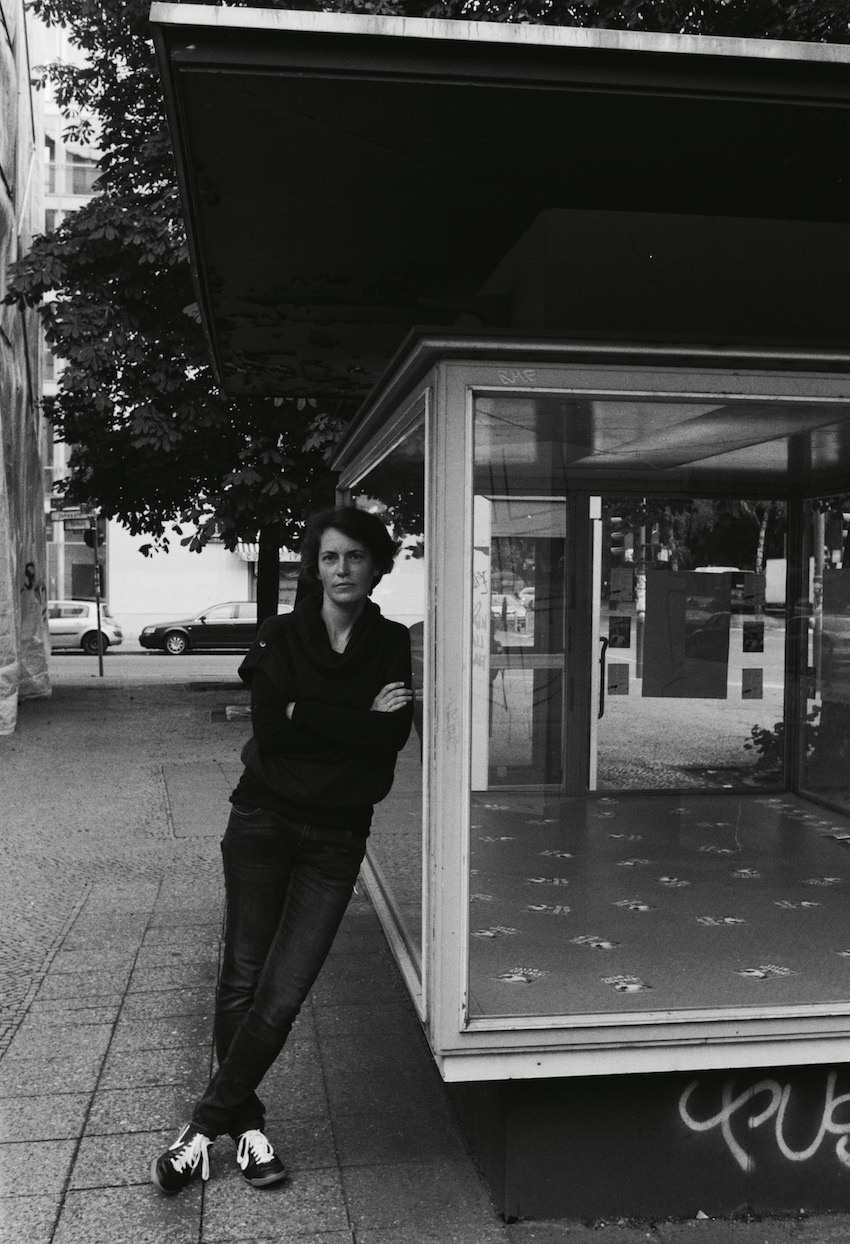
Bettina Hartz (2013)

Bettina Hartz (* 15. Juli 1974 in Berlin) ist eine deutsche Schriftstellerin, Fotografin, Kulturjournalistin und Essayistin.

## Leben
Hartz wuchs in Berlin auf. Sie studierte Germanistik sowie Musik- und Theaterwissenschaft an der Humboldt-Universität zu Berlin. Von 1995 bis 1999 war sie Stipendiatin der Studienstiftung des deutschen Volkes. Seit 1999 ist sie Schriftstellerin und Kulturjournalistin. Sie schreibt für Frankfurter Allgemeine Sonntagszeitung, Die Zeit / Zeit online, der Freitag, Literaturen, fixpoetry, Die Tageszeitung, Neue Zürcher Zeitung und veröffentlicht regelmäßig in literarischen Zeitschriften und Anthologien.
Sie schreibt Drehbücher, Theaterstücke, Prosa und Lyrik. 2012 veröffentlichte sie mit AUF DEM RAD eine Poetik und Kulturgeschichte des Radfahrens (DVA); seither schreibt sie auch immer wieder zu Stadt- und Umweltthemen. 2018 Residenz Brno/Leipzig im Rahmen von AhojLeipzig2019. 2018/19 kuratierte sie am Literaturhaus Berlin die Reihe REVOLUTION IN EUROPA 1968/89. Im Herbst 2022 ist im Literaturverlag Droschl ihr Roman ROT IST DER HÖCHSTE ERNST erschienen.

## Werke
- Theodor Fontane im Literarischen Leben, (2000 – Schriften der Th.-Fontane-Gesellschaft 3 (de Gruyter))
- Das Märchen ist ganz musikalisch, (2001 – Thomas Bernhards Stück DER IGNORANT UND DER WAHNSINNIGE (Teiresias))
- Expedition Lunardi, (2004 – Eine Anthologie (Lunardi))
- Altfundland, (2006 – Ansichten von Italien (Lunardi))
- Nicht viel, (2007 – Erzählung (Lunardi))
- Auf dem Rad. Eine Frage der Haltung, (2012 – ISBN 3-421-04479-1 (DVA))
- Rot ist der höchste Ernst (2022 – Roman – ISBN 978-3-99059-115-4 (Droschl))

## Auszeichnungen
- 2002: Nominierung MANUSKRIPTE-PROSA-PREIS
- 2003: Einladung Forum Junger Dramaturgie am Deutsches Theater (Berlin) mit dem Theaterstück SCHLEMIHL 2
- 2006: Stipendiantin Autorenwerkstatt Literarisches Colloquium Berlin
- 2012: Preisträgerin Hildesheimer Lyrikwettbewerb
- 2013: Writer in Residence MARKO MARULIC in Split (Kroatien)
- 2013: Stipendiantin Alfred-Döblin-Stipendium in Wewelsfleth (Schleswig-Holstein)
- 2015: Shortlist Zwischenwege-Festival Freiburg mit dem Theaterstück DER WIND
- 2017: Stipendiantin Lydia-Eymann-Stipendium Langenthal (Schweiz)
- 2018: Residenz Brno/Leipzig im Rahmen von Ahoj Leipzig 2019
- 2021: Recherchestipendium deutschsprachige Literatur der Senatsverwaltung für Kultur und Europa
- 2023: Stipendiantin im Ubbelohde-Haus, Goßfelden bei Marburg[6]